# Керпініш (Рошія-Монтане, Алба)
Керпініш (рум. Cărpiniș) — село у повіті Алба в Румунії. Входить до складу комуни Рошія-Монтане.
Село розташоване на відстані 316 км на північний захід від Бухареста, 48 км на північний захід від Алба-Юлії, 65 км на південний захід від Клуж-Напоки.

## Населення
За даними перепису населення 2002 року у селі проживали 417 осіб, усі — румуни. Усі жителі села рідною мовою назвали румунську.